# Melcha varipes
Melcha varipes là một loài tò vò trong họ Ichneumonidae.